# Censo nicaragüense de 1940
El Censo de Población de Nicaragua de 1940 (o más conocido también como Censo de 1940) fue un censo de población que se realizó en Nicaragua el 1 de mayo de 1940. Históricamente, este fue el tercer censo de población en toda la historia de Nicaragua.
Los resultados oficiales del censo mostraron que Nicaragua tenía un población de 829 831 habitantes para el año 1940 y una densidad poblacional de 6,9 hab/km².
| Población censada de Nicaragua por departamento en 1940 | Población censada de Nicaragua por departamento en 1940 | Población censada de Nicaragua por departamento en 1940 | Población censada de Nicaragua por departamento en 1940 | Población censada de Nicaragua por departamento en 1940 | Población censada de Nicaragua por departamento en 1940 |
| Puesto                                                  | Departamento                                            | Censo de 1940                                           | Censo de 1920                                           | Cambio                                                  |                                                         |
| ------------------------------------------------------- | ------------------------------------------------------- | ------------------------------------------------------- | ------------------------------------------------------- | ------------------------------------------------------- | ------------------------------------------------------- |
| 1.º                                                     | Managua                                                 | 120 202                                                 | 74 696                                                  | 45 506                                                  |                                                         |
| 2.º                                                     | Matagalpa                                               | 111 201                                                 | 78 226                                                  | 32 975                                                  |                                                         |
| 3.º                                                     | León                                                    | 94 631                                                  | 78 300                                                  | 16 331                                                  |                                                         |
| 4.º                                                     | Chinandega                                              | 68 660                                                  | 47 583                                                  | 21 077                                                  |                                                         |
| 5.º                                                     | Masaya                                                  | 54 742                                                  | 40 386                                                  | 14 356                                                  |                                                         |
| 6.º                                                     | Zelaya                                                  | 53 249                                                  | 39 110                                                  | 14 139                                                  |                                                         |
| 7.º                                                     | Carazo                                                  | 40 624                                                  | 32 059                                                  | 8 565                                                   |                                                         |
| 8.º                                                     | Boaco                                                   | 40 365                                                  | 35 723                                                  | 4 642                                                   |                                                         |
| 9.º                                                     | Granada                                                 | 38 947                                                  | 34 035                                                  | 4 912                                                   |                                                         |
| 10.º                                                    | Chontales                                               | 38 831                                                  | 35 825                                                  | 3 006                                                   |                                                         |
| 11.º                                                    | Estelí                                                  | 38 023                                                  | 30 515                                                  | 7 508                                                   |                                                         |
| 12.º                                                    | Jinotega                                                | 36 725                                                  | 27 065                                                  | 9 660                                                   |                                                         |
| 13.º                                                    | Rivas                                                   | 35 577                                                  | 31 090                                                  | 4 487                                                   |                                                         |
| 14.º                                                    | Madriz                                                  | 28 689                                                  | 25 585                                                  | 3 104                                                   |                                                         |
| 15.º                                                    | Nueva Segovia                                           | 21 818                                                  | 16 439                                                  | 5 379                                                   |                                                         |
| 16.º                                                    | Río San Juan                                            | 7 547                                                   | 6 985                                                   | 562                                                     |                                                         |
| Total                                                   | Nicaragua                                               | 829 831                                                 | 633 622                                                 | 196 209                                                 |                                                         |